# Peperomia subflaccida
Peperomia subflaccida är en pepparväxtart som beskrevs av Truman George Yuncker. Peperomia subflaccida ingår i släktet peperomior, och familjen pepparväxter. Inga underarter finns listade i Catalogue of Life.